# Немецкий народный союз
Немецкий народный союз (ННС) (нем. Deutsche Volksunion DVU) — крайне правая партия в Германии, основана 5 марта 1987 года. До этого ННС был объединением, основанным 18 января 1971 года, в 100-летнюю годовщину со дня образования Второго рейха.
ННС проходила в ландтаг Бранденбурга двух созывов, в 1999 году набрав 5,3 %, а в 2004 — 6,1 % голосов. В 1998 году ННС набрала 12,9 % голосов в ландтаг Саксонии-Анхальт — это самый высокий процент голосов, полученных крайне правой партией за послевоенный период.
В январе 2009 года Герхард Фрай, возглавлявший ННС с момента его создания, уступил свой пост председателя Маттиасу Фаусту.
На  выборах в бундестаг 2009 года партия получила 0,1 % голосов.
В последние годы количество членов партии неуклонно уменьшалось: в 2006 году их было 8500, в 2008 году — 6000, в настоящее время — около 4500.
В июне 2010 года начались переговоры между руководством ННС и Национал-демократической партии Германии о возможном слиянии этих партий.
С 1 января 2011 г. Немецкий народный союз объединился с Национал-демократической партией Германии.